# 滋賀県の市町村章一覧
滋賀県の市町村章一覧（しがけんのしちょうそんしょういちらん）は、滋賀県内の市町村に制定されている、あるいは制定されていた市町村章の一覧である。なお、一覧の順序は全国地方公共団体コード順による。廃止された市町村章は廃止日から順に掲載している。

## 概要

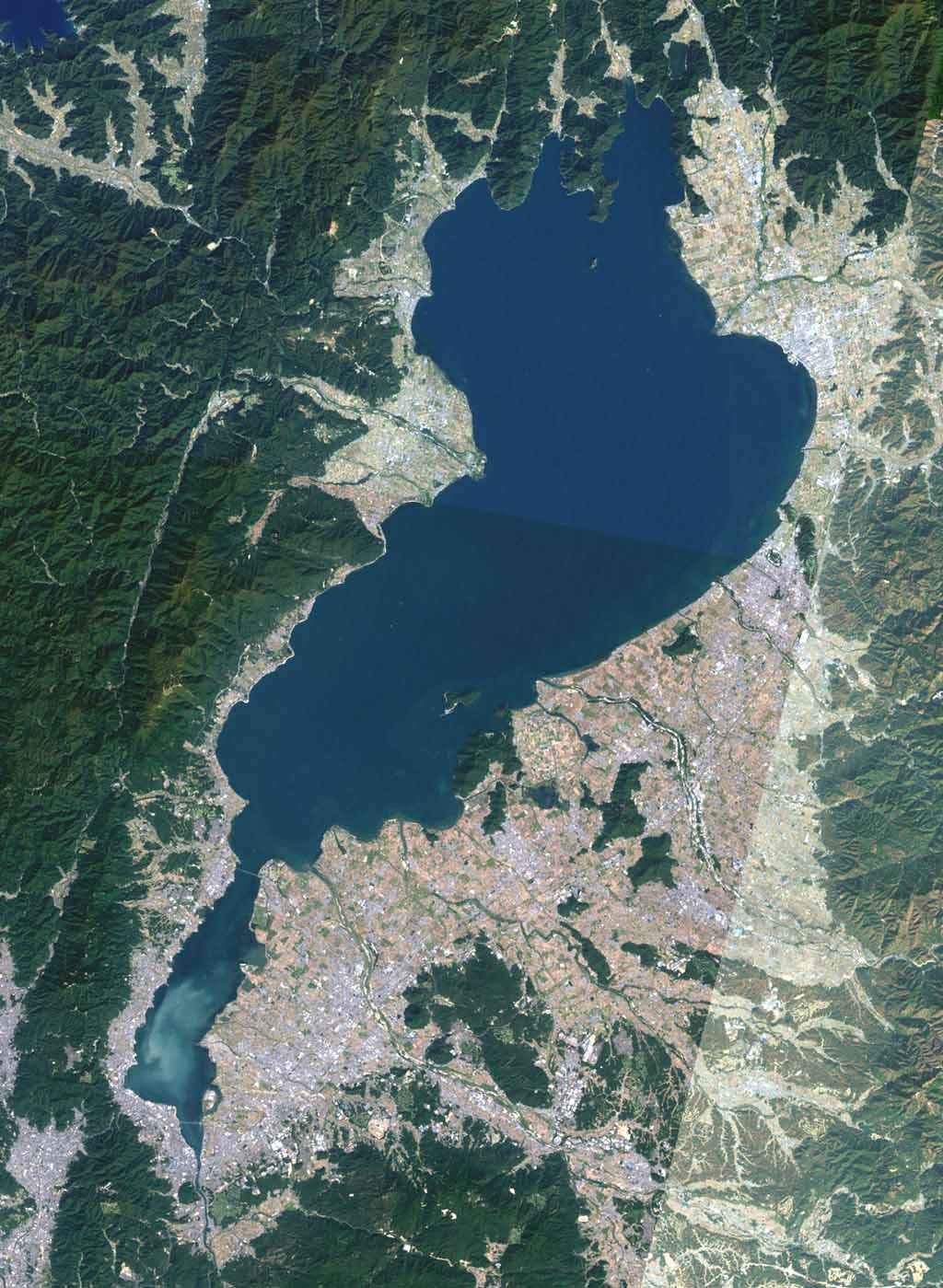
県内の自治体には琵琶湖に関する紋章の由来が制定されている

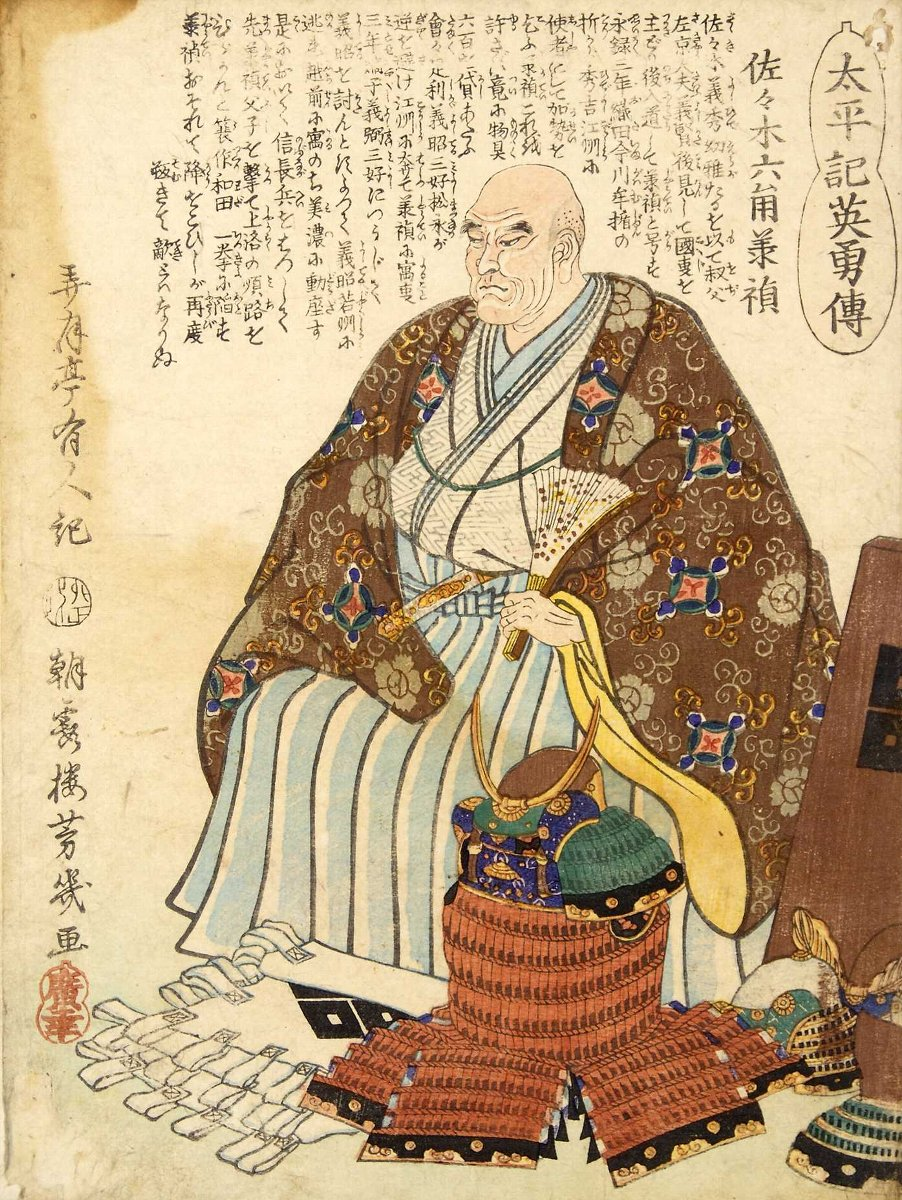
六角氏の一族であった六角義賢

県内の真ん中かつ約六分の一ほどの面積を占め、日本一の湖沼に指定されている琵琶湖があることから、自治体の紋章にこの湖に関する由来が制定されている。例えば、長浜市の2代目の市章では湖の波、過去に存在していた滋賀郡志賀町・東浅井郡湖北町では沿岸部に面していることから制定された。例外として、湖南市は湖に面していないが、「琵琶湖の南側にある街」であることから、湖を象徴して制定されたが、それのみでは湖に面していないことから相応しくないことで、湖の近くにある自然豊かな街であるから緑を象徴して制定された。また、米原市では湖の色に相応しいことから、青色が紋章に色に指定されている湖東地域には六角氏の武家があったことから、近江八幡市・八日市市では六角氏の紋章の一部を使っている。

## 市部
| 市         | 市章 | 由来 | 制定日         | 備考                                                                 |
| ---------- | ---- | --- | -------------- | -------------------------------------------------------------------- |
| 大津市     |      | 「大ツ」を図案化したもの | 1958年10月1日  | 3代目の市章である                                                    |
| 彦根市     |      | 全体は金亀山の亀の甲を象り、外枠の右側に「ヒ」・左側に「コ」真ん中に「ネ」を図案化したもの                                                    | 1938年4月11日  | 1938年4月15日に再制定される                                          |
| 長浜市     |      | 瓢箪と琵琶湖の波を表している | 2006年2月13日  | 色は緑色と青色が指定され、2010年1月1日に改正される 2代目の市章である |
| 近江八幡市 |      | 佐々木六角の「六角」と「八」を鳩の形に表している                                                                                              | 2010年3月21日  | 旧・近江八幡市制時の1954年7月25日に制定され、新市制時に継承される    |
| 草津市     |      | 「くさつ」を図案化したもの | 1954年10月15日 |                                                                      |
| 守山市     |      | 「も」を図案化したもの | 1965年6月21日  | 2代目の守山町章として制定され、市制施行後に継承される                |
| 栗東市     |      | 名神高速道路栗東インターチェンジ（当時は建設中）を形どり、町の発展を表したもの                                                                | 1961年9月3日   | 栗東町章として制定され、市制施行後に継承される                       |
| 甲賀市     |      | 「甲」を図案化したもの | 2004年10月1日  | 色は緑色と紅ウコン色が指定されている                                 |
| 野洲市     |      | 「や」を図案化したもの | 2004年10月1日  | 色は橙色・赤色・水色が指定されている                                 |
| 湖南市     |      | 琵琶湖と「緑」を表している | 2004年10月1日  | 色は青色と緑色が指定されている                                       |
| 高島市     |      | 合併前の六町村（マキノ町・今津町・新旭町・安曇川町・高島町・朽木村）をそれぞれ1枚の花弁に見立て、その花弁は地図上の六町村の位置と対応している | 2005年1月1日   | 2004年11月17日に公表され、翌年の1月1日に制定された                   |
| 東近江市   |      | 「e」・「近」を表している | 2005年2月11日  | 2004年10月28日に公表され、色は赤色・緑色・青色が指定されている       |
| 米原市     |      | 「マ」を図案化したもの | 2005年2月14日  | 色は青色と緑色が指定されている                                       |

## 町村部
| 郡     | 町村   | 町村章 | 由来                                               | 制定日                 | 備考 |
| ------ | ------ | ------ | -------------------------------------------------- | ---------------------- | --- |
| 蒲生郡 | 日野町 |        | 「ひ」を図案化したもの                             | 1955年3月16日          | 2代目の町章である                                                                                       |
| 蒲生郡 | 竜王町 |        | 竜王山と二つの「リ」・「王」を表したもの           | 1955年4月29日          | 1955年3月に公募をし、同年4月29日に新町制施行と同時に制定された 当時、在勤していた竜王町職員の作品である |
| 愛知郡 | 愛荘町 |        | 「あ」を図案化したもの                             | 2006年2月13日          | 色は橙色・緑色・青色が指定されている                                                                    |
| 犬上郡 | 豊郷町 |        | 「とよ」を図案化したもの                           | 1966年9月30日          | 2代目の豊郷村章として制定され、町制施行後に継承される                                                   |
| 犬上郡 | 甲良町 |        | 外枠は亀の甲羅を図案化し、枠内は「ラ」を配したもの | 1977年4月 （日付不明） | 枠内の部分を簡略化している 2代目の町章である                                                            |
| 犬上郡 | 多賀町 |        | 「タ」を図案化したもの                             | 1967年1月1日           | 2代目の町章である                                                                                       |

## 廃止された市町村章

### 20世紀
| 市郡   | 町村   | 市町村章 | 由来 | 制定日         | 廃止日         | 備考 |
| ------ | ------ | -------- | --- | -------------- | -------------- | --- |
| 大津市 |        |          | 「大」を崩してから星形に図案化したもの                                                                                              | 1898年10月1日  | 1921年11月10日 | 黒色が指定されている 初代の市章である |
| 大津市 |        |          | 三つの「大」・三つの「川」・桜を表している                                                                                          | 1921年11月10日 | 1958年10月1日  | 2代目の市章である |
| 坂田郡 | 米原町 |          | 不明 | 1960年頃       | 1961年9月1日   | 初代の町章である |
| 野洲郡 | 中主町 |          | 「中主」を一体化し、中里村・中洲村・兵主村を表したもの                                                                              | 1955年4月1日   | 1962年10月1日  | 初代の町章である 1955年4月1日の町制成立時に正式決定され、廃止後は（野洲市立中主小学校（現:野洲市立中主小学校）の校章として使用されている 作者は不明である |
| 甲賀郡 | 信楽町 |          | 陶器（信楽焼）の壺の中に「信」を配したもの                                                                                          | 1949年4月      | 1964年10月12日 | 当時の紫香楽中学校校長の作品である 旧・信楽町制時に制定され、新町制施行後に継承された                                                                     |
| 犬上郡 | 稲枝町 |          | 全体的に六角形は佐々木六角の領地である滋賀県を表し、モミとミツバで旧三村（稲枝村・稲村・葉枝見村）を表し、その中に「I」を入れたもの | 1956年         | 1965年5月3日   | 公募で制定された 初代の町章である |
| 野洲郡 | 守山町 |          | 「守山」を簡単に図案化したもの | 1957年8月      | 1965年6月21日  | 初代の町章である |
| 犬上郡 | 豊郷村 |          | 不明 | 1960年頃       | 1966年9月30日  | 豊郷町立豊郷小学校の校章・校旗の一部に使用されている 初代の村章である                                                                                     |
| 愛知郡 | 多賀町 |          | 不明 | 不明           | 1967年1月1日   | 初代の町章である |
| 滋賀郡 | 堅田町 |          | 「田」が暗示され、満月寺浮御堂の雁を印象的に図案化し、形は円形で上下左右に雁の体が伸びていたもの                                    | 1965年4月1日   | 1967年4月1日   | 制定前は作成されていなかった |
| 栗太郡 | 瀬田町 |          | 「瀬」を略して図案化し、瀬田川の流れを表したもの                                                                                    | 1955年4月1日   | 1967年4月1日   | 旧・清田町制時（制定日不明）に制定され、新制後も継承される                                                                                                |
| 甲賀郡 | 土山町 |          | 「土山」の将来の平和と文化産業の発展を象徴し、町内が八ヶ所の山で囲まれていることから「土」の中に八つの突起を表したもの              | 1956年7月1日   | 1967年9月1日   | 初代の町章である |
| 愛知郡 | 稲枝町 |          | 「I」を単純明快に図案化したもの | 1965年5月3日   | 1968年4月1日   | 2代目の町章である |
| 坂田郡 | 山東町 |          | 「さんとう」を図案化し、頂点は山として上へ延びることを表し、全体は「O」を配したもの                                                 | 1962年         | 1970年4月1日   | 初代の町章である |
| 高島郡 | 朽木村 |          | 佐々木氏の紋章である四つ目結びを表したもの                                                                                          | 平安時代       | 1974年9月10日  | 初代の村章である 佐々木氏の紋章をそのまま使用していた 町村制施行前から使用され、施行後に継承された                                                        |
| 犬上郡 | 甲良町 |          | 亀の甲羅の枠内に「良」を図案化したもの                                                                                              | 1955年6月      | 1977年4月      | 当時、在勤していた甲良町立甲良東小学校の教員の作品である 初代の町章である                                                                                 |

### 21世紀
| 市郡     | 町村     | 市町村章 | 由来 | 制定日                 | 廃止日        | 備考 |
| -------- | -------- | -------- | --- | ---------------------- | ------------- | --- |
| 野洲郡   | 野洲町   |          | 「ヤス」を図案化し、中央部は野洲川を配したもの                                                                                               | 1955年4月1日           | 2004年10月1日 | |
| 野洲郡   | 中主町   |          | 合併前の兵主村・中里村・中洲村が円満で羽搏いているのを図案化したもの                                                                         | 1962年10月1日          | 2004年10月1日 | 2代目の町章である |
| 甲賀郡   | 石部町   |          | 菱形の中に「石」をあしらったもの | 1902年2月18日          | 2004年10月1日 | 石部村章として制定されたものを町制施行後に継承された 2004年10月1日の合併による廃止まで当時、現存していた自治体の町部門の中で最古の制定日（推定であり、明確でない）である 第三代町長神山禎三郎が町会で議決・制定された |
| 甲賀郡   | 甲西町   |          | 「西」を図案化し、全体は亀の形をし、上下から見ても同じ形にしたもの                                                                           | 1955年11月1日          | 2004年10月1日 | |
| 甲賀郡   | 水口町   |          | 「水」を図案化したもの | 1962年12月27日         | 2004年10月1日 | 制定前は作成されていなかった |
| 甲賀郡   | 土山町   |          | 「つ」を図案化したもの | 1967年9月1日           | 2004年10月1日 | 2代目の町章である |
| 甲賀郡   | 甲賀町   |          | 「コーカ」を図案化したもの | 1955年7月5日           | 2004年10月1日 | |
| 甲賀郡   | 甲南町   |          | 「こ」を最も端的に図案化したもの | 1964年9月1日           | 2004年10月1日 | 制定前は作成されていなかった |
| 甲賀郡   | 信楽町   |          | 「し」を図案化したもの | 1964年10月12日         | 2004年10月1日 | 2代目の町章である 色はセルリアンブルー（水色）が指定されている |
| 高島郡   | 安曇川町 |          | 「アド川」を三角州の形に図案化したもの | 1955年11月3日          | 2005年1月1日  | |
| 高島郡   | 今津町   |          | 「い」を飛鳥の形に図案化し、比良山地と琵琶湖を表したもの                                                                                     | 1962年4月1日           | 2005年1月1日  | 制定前は作成されていなかった |
| 高島郡   | 新旭町   |          | 「しん」で図案化し、円とし、「旭」を左肩に配したもの                                                                                         | 1958年11月4日          | 2005年1月1日  | |
| 高島郡   | 高島町   |          | 内側に「高」を円形にして表し、外側の星は「大」を象ったもの                                                                                   | 1953年6月1日           | 2005年1月1日  | |
| 高島郡   | マキノ町 |          | 「マ」を図案化し、中央の空白は「キ」・左下部は「ノ」を表したもの                                                                             | 1959年3月1日           | 2005年1月1日  | |
| 高島郡   | 朽木村   |          | 左側に「く」・右側に「つ」を図案化し、下真ん中に山の形にして、全体は「木」を象徴し、尖端は朽木の将来を四方八方に志向したもの                 | 1974年9月10日          | 2005年1月1日  | 2代目の村章である |
| 八日市市 |          |          | 六角形は佐々木六角の領地である滋賀県を表してから「八」を充填単純化して、白い輪は円満和合を意味したもの                                       | 1954年11月10日         | 2005年2月11日 | |
| 神崎郡   | 永源寺町 |          | 六角形は佐々木六角領地である滋賀県を表し、その中に「エ」を図案化したもの                                                                     | 1957年4月1日           | 2005年2月11日 | |
| 神崎郡   | 五個荘町 |          | 「五」を変形し、表したもの | 1955年4月1日           | 2005年2月11日 | |
| 愛知郡   | 愛東町   |          | 「あ」と中央の余白で「い」を描き、合わせて「あい」と町名を端的に表したもの                                                                   | 1971年2月11日          | 2005年2月11日 | 制定前は作成されていなかった |
| 愛知郡   | 湖東町   |          | 「ことう」を図案化したもの | 1964年11月3日          | 2005年2月11日 | 制定前は作成されていなかった |
| 坂田郡   | 米原町   |          | 「マ」を表したもの | 1961年9月1日           | 2005年2月14日 | 2代目の町章である |
| 坂田郡   | 山東町   |          | 真ん中に「山」として躍進する三頭を表し、左右に「トウ」を組み合わせて図案化し、上部の空きは絶えず大地を踏みしめ躍進を続けることを意味したもの | 1970年4月1日           | 2005年2月14日 | 2代目の町章である |
| 坂田郡   | 伊吹町   |          | 合併前の旧・伊吹村・坂田郡春照村・東浅井郡東草野村を三角形に示し、伊吹山・「い」を表したもの                                                 | 1956年9月1日           | 2005年2月14日 | 伊吹村章として制定され、町制施行後と同時である1971年2月1日に継承された |
| 坂田郡   | 近江町   |          | 「近」を図案化したもの | 1962年4月20日          | 2005年10月1日 | 制定前は作成されていなかった |
| 神崎郡   | 能登川町 |          | 全体は「能ある鷹は爪を隠す」のことわざを表し、能力・能率・有能等実力を持つ「能」意味してからその言葉を配し、円輪を表したもの                 | 1961年7月14日          | 2006年1月1日  | |
| 蒲生郡   | 蒲生町   |          | 「がも」を表したもの | 1957年10月1日          | 2006年1月1日  | |
| 愛知郡   | 秦荘町   |          | 「秦」を図案化したもの | 1966年1月1日           | 2006年2月13日 | 制定前は作成されていなかった |
| 愛知郡   | 愛知川町 |          | 全体は「エチ川」であり、左右の丸は「エチ」で、三本の川を表したもの                                                                           | 1964年3月1日           | 2006年2月13日 | 制定前は作成されていなかった |
| 長浜市   |          |          | 長浜城主豊臣秀吉の馬印である千成瓢箪を長浜まつりの12個の曳山に周囲に配し、中央に「長」をおいたもの                                           | 1947年8月25日          | 2006年2月13日 | 初代の市章である |
| 東浅井郡 | 浅井町   |          | 「ア」を単純明快に図案化したもの | 1963年10月1日          | 2006年2月13日 | 制定前は作成されていなかった |
| 東浅井郡 | びわ町   |          | 「び」を図案化したもの | 1968年4月 （日付不明） | 2006年2月13日 | びわ村章として制定され、町制施行後に継承された 制定前は作成されていなかった |
| 滋賀郡   | 志賀町   |          | 真ん中は「S」・全体は力を示し、円形は円満・三角は比良山・円内の空間は琵琶湖を表したもの                                                      | 1962年3月 （日付不明） | 2006年3月20日 | 当時の志賀町立志賀中学校（現:大津市立志賀中学校）の教員の作品である 制定前は作成されていなかった |
| 東浅井郡 | 湖北町   |          | 「こ」を図案化し、中央の二つの玉は琵琶湖の波を表したもの                                                                                     | 1964年7月29日          | 2010年1月1日  | 制定前は作成されていなかった |
| 東浅井郡 | 虎姫町   |          | 宝珠を表したもの | 1971年11月23日         | 2010年1月1日  | 制定前は作成されていなかった |
| 伊香郡   | 西浅井町 |          | 「西」を図案化したもの | 1955年4月1日           | 2010年1月1日  | 西浅井村章として制定され、町制施行後に継承された |
| 伊香郡   | 余呉町   |          | 「ヨ」を図案化したもの | 1964年12月15日         | 2010年1月1日  | 制定前は作成されていなかった 余呉村章として制定され、町制施行後に継承された |
| 伊香郡   | 木之本町 |          | 「木」を図案化し、賤ヶ岳の七本槍を表したもの                                                                                                 | 1951年12月1日          | 2010年1月1日  | |
| 伊香郡   | 高月町   |          | 「た」を図案化し、中央の円は「月」を表したもの                                                                                               | 1955年12月1日          | 2010年1月1日  | |
| 蒲生郡   | 安土町   |          | 「ア」を琵琶湖の水流に象ったもの | 1969年2月1日           | 2010年3月21日 | 制定前は作成されていなかった |

### 書籍
- 小学館辞典編集部 編『図典 日本の市町村章』（初版第1刷）小学館、2007年1月10日。ISBN 4095263113。
- 近藤春夫『都市の紋章 : 一名・自治体の徽章』行水社、1915年。NDLJP:955061
- 中川幸也『シリーズ人間とシンボル第2号「都市の旗と紋章」』中川ケミカル、1987年10月11日。
- 丹羽基二『日本の市章 （西日本）』保育社、1984年5月5日。
- 望月政治『都章道章府章県章市章のすべて』日本出版貿易株式会社、1973年7月7日。
- NHK情報ネットワーク『NHKふるさとデータブック6 [近畿]』日本放送協会、1992年5月1日。

### 都道府県書籍
- 滋賀日日新聞社『滋賀年鑑 1958』矢野弥三郎、1957年12月10日。
- 滋賀日日新聞社『滋賀年鑑 1962』長嶋王勇、1961年12月28日。
- 滋賀日日新聞社『滋賀年鑑 1963』長嶋王勇、1962年12月28日。
- 滋賀日日新聞社『滋賀年鑑 1967』永瀬不二夫、1966年11月10日。

### 自治体書籍

#### 湖南地方
- 大津市役所『大津市勢要覧1950』滋賀県大津市、1950年。
- 堅田町役場『堅田町例規集』滋賀県滋賀郡堅田町。
- 瀬田町役場『瀬田町例規集』滋賀県栗太郡瀬田町。
- 栗東町都市建設部都市計画課『栗東の都市計画夢とロマンがあふれる街道のまちりっとう』滋賀県栗太郡栗東町、1990年4月。
- 志賀町役場『志賀町勢要覧』滋賀県志賀郡志賀町。
- 石部町役場『石部町例規集』滋賀県甲賀郡石部町。
- 甲西町役場『甲西町例規集』滋賀県甲賀郡甲西町。
- 水口町役場『水口町例規集』滋賀県甲賀郡水口町。
- 土山町役場『土山町例規集』滋賀県甲賀郡土山町。
- 甲賀町社会科副読本編纂委員会『わたしたちの甲賀町 社会科副読本』滋賀県甲賀郡甲賀町、1980年4月。
- 甲南町役場『甲南町例規集』滋賀県甲賀郡甲南町。
- 信楽町役場『信楽町例規集』滋賀県甲賀郡信楽町。

#### 湖東地方
- 八日市市役所『八日市市例規集』滋賀県八日市市。
- 八日市市史編纂委員会『八日市の歴史』滋賀県八日市市史編纂委員会、1984年。
- 永願寺町役場『永願寺町例規集』滋賀県神崎郡永願寺町。
- 能登川町役場『能登川町例規集』滋賀県神崎郡能登川町。
- 東近江市史能登川の歴史編集委員会『東近江市史能登川の歴史 第3巻』東近江市史能登川の歴史編集委員会、2014年7月。
- 湖東町役場『湖東町例規集』滋賀県愛知郡湖東町。
- 蒲生町役場『蒲生町例規集』滋賀県蒲生郡蒲生町。
- 米原町役場『安土町例規集』滋賀県蒲生郡安土町。
- 稲枝町役場『稲枝町例規集』滋賀県愛知郡稲枝町。
- 甲良町役場『甲良町史』滋賀県犬上郡甲良町。
- 甲良町役場『甲良町勢要覧』滋賀県犬上郡甲良町。
- 豊郷村史編集委員会『滋賀県豊郷村史』滋賀県犬上郡豊郷村。
- 稲枝町役場総務課『いなえ町勢要覧1962』滋賀県愛知郡稲枝町、1962年。

#### 湖北地方
- 米原町役場『米原町例規集』滋賀県坂田郡米原町。
- 山東町役場『山東町例規集』滋賀県坂田郡山東町。
- 山東町史編纂委員会『山東町史 本編』滋賀県坂田郡山東町、1991年。
- 伊吹町役場『伊吹町例規集』滋賀県坂田郡伊吹町。
- 伊吹町役場『伊吹町勢要覧1986』滋賀県米原郡伊吹町、1986年。
- 近江町役場『近江町例規集』滋賀県坂田郡近江町。
- 浅井町役場『浅井町例規集』滋賀県東浅井郡浅井町。
- びわ町役場『びわ町例規集』滋賀県東浅井郡びわ町。
- びわ町役場『びわ町閉町記念誌』滋賀県東浅井郡びわ町、2006年1月。
- 湖北町役場『湖北町例規集』滋賀県東浅井郡湖北町。
- 虎姫町役場『虎姫町例規集』滋賀県東浅井郡虎姫町。
- 余呉町役場『余呉町例規集』滋賀県伊香郡余呉町。
- 木之本町役場『木之本町例規集』滋賀県伊香郡木之本町。
- 高月町役場『高月町例規集』滋賀県伊香郡高月町。

#### 湖西地方
- 安曇川町役場『安曇川町例規集』滋賀県高島郡安曇川町。
- 今津町役場『今津町例規集』滋賀県高島郡今津町。
- マキノ町役場『マキノ町例規集』滋賀県高島郡マキノ町。
- 朽木村役場『朽木村例規集』滋賀県高島郡朽木村。
- 朽木村教育委員会『わたしたちの朽木村』滋賀県高島郡朽木村教育委員会、2000年3月31日。
- 朽木村役場総務課『朽木村勢要覧1977』滋賀県高島郡朽木村、1977年。